# Dendryphantes pugnax
Dendryphantes pugnax là một loài nhện trong họ Salticidae.
Loài này thuộc chi Dendryphantes. Dendryphantes pugnax được Carl Ludwig Koch miêu tả năm 1846.